# La choca
La choca és una pel·lícula mexicana del director mexicà Emilio "Indio" Fernández estrenada en 1974. Va obtenir el Premi Ariel a la millor pel·lícula en 1975.

## Sinopsi
Martín (Gregorio Casal) és un contrabandista pròfug dels militars i fugint de la banda de contrabandistes —el líder de les quals és interpretat per Armando Silvestre i està secundat pel personatge de Salvador Sánchez— a què pertany i als qui va estafar. En la barraca on viu, perduda en la selva, l'esperen la seva dona, La Xoca (Pilar Pellicer), la seva germana Flor (Mercedes Carreño) —en etern conflicte per gelosia— i el seu fill. Quan Martín per fi arriba a la casa és protegit per la seva dona dels militars però no pot fer el mateix amb els contrabandistes, que es vengen en Martín i la seva família.

## Repartiment
- Pilar Pellicer - La Choca
- Gregorio Casal - El Guacho
- Mercedes Carreño - Flor
- Armando Silvestre - Fabiel
- Salvador Sánchez - Audias
- Chano Urueta - Don Pomposo

## Premis
| Premi | Data de cerimònia | Categoria                | Nominats                    | Resultat  |
| ----- | ----------------- | ------------------------ | --------------------------- | --------- |
| Ariel | 1975              | Millor Pel·lícula        | Estudios Churubusco Azteca  | Guanyador |
| Ariel | 1975              | Millor director          | Emilio "El Indio" Fernández | Guanyador |
| Ariel | 1975              | Millor actriu            | Pilar Pellicer              | Guanyador |
| Ariel | 1975              | Millor actriu secundària | Mercedes Carreño            | Guanyador |
| Ariel | 1975              | Millor actor secundari   | Salvador Sánchez            | Nominat   |
| Ariel | 1975              | Millor muntatge          | Jorge Bustos                | Guanyador |
| Ariel | 1975              | Millor fotografia        | Daniel López                | Guanyador |